# Higueruelas
Higueruelas es un municipio de la Comunidad Valenciana, España. Perteneciente a la provincia de Valencia, en la comarca de Los Serranos. Cuenta con una población de 534 habitantes (INE 2024). Se trata de un municipio castellanohablante, en el que el castellano cuenta con el predominio lingüístico reconocido legalmente.

## Geografía
Situado en la serranía. La superficie del término es montañosa y predomina el jurásico. La altitud se mantiene siempre por encima de los 600 m. y alcanza cumbres de 1.000 m. Por la parte norte se suceden el Cerro Carnoso, Cerro Gordo, Cerro Picayo y Peñas de Dios, cuya cima queda ya fuera del término.
Hacia el oeste se alzan las Peñas de las Estacas y el Rodeno; hacia el sur el Puntal de la Cruz y el Alto de la Buitrera. El barranco de la Loma, la rambla Salceda y la de Villar surcan este territorio.
La población está edificada en la ladera de una montaña, contrafuerte de las Peñas de Dios.
Se tiene acceso, desde Valencia, a través de la carretera provincial CV-35 para enlazar con la CV-345.

### Localidades limítrofes
El término municipal de Higueruelas limita con las siguientes localidades:
Andilla, Calles, Chelva, Domeño y Villar del Arzobispo todas ellas de la provincia de Valencia.

## Historia
Higueruelas comenzó siendo una masía que, por las higueras plantadas en sus alrededores, fue denominada Masía de las Higueruelas. Al estar enclavada entre montañas y teniendo un difícil acceso en sus orígenes, se convirtió en un refugio de facinerosos y gente de mal vivir. A principios del siglo XVIII todavía no había alcanzado mayor categoría como entidad de población. Posteriormente, y coincidiendo con la política fisiocrática de los Borbones, comenzó a ser habitada por colonos y se convirtió en una aldea dependiente del municipio de Domeño. El territorio estaba dentro de la jurisdicción de Chelva, por lo que fue propiedad de los señoríos sucesivos de Jaime de Jérica, Vilanova y duque de Villahermosa. En junio de 1825, por real provisión de Fernando VII, se constituyó en municipio independiente.
Los vestigios más antiguos de poblamiento humano que se conocen en este término se remontan a la época ibérica, de la que se encuentran restos cerámicos en la partida de Barcelón, despoblado con buena defensa natural sito en la confluencia de los barrancos de Barcelón y de la Majada Honda.
En el salto de las Rochas han aparecido cerámicas, anillos de hierro y piedras de molino, y en Villapardo, a unos dos kilómetros al sur de Higueruelas, en la cima del cerro quedan visibles restos de habitaciones y edificios que debieron tener una relativa importancia a juzgar por los grandes sillares y los restos de las cornisas que se ven, lo que, unido a los fragmentos cerámicos que aparecen, indica la existencia de un poblado ibérico posteriormente romanizado. Unos quinientos metros al sur se encontró un horno cerámico ya de época romana. De esta época se encuentran vestigios de una villa rústica en las Mazorras, donde se han recogido pedazos de pavimentos de ladrillo romboidal, fragmentos de tegulas, de imbrices, de dolios y de vasijas de "sigillata hispánica".
Rafael Gil Cortés (Higueruelas, 1952) es autor del libro Higueruelas en tiempos revueltos. República, guerra y represión franquista (Paiporta: Denes, 2016, 400 pp.), obra fruto del rigoroso trabajo de investigación histórica del autor, tanto en fuentes orales como documentales y en archivos, que permite conocer y comprender con gran sentido histórico la amplitud del periodo de dominio franquista en esta población de la Serranía. Así mismo, es igualmente reseñable la síntesis histórica que hace el autor sobre el municipio en su inicio como aldea separada de Domeño, su contexto en el siglo XIX y el periodo que va hasta la Segunda República.

## Demografía
Higueruelas cuenta con una población de 534 habitantes (INE 2024).
| Gráfica de evolución demográfica de Higueruelas entre 1842 y 2021                                                   |
| |
| Población de derecho según los censos de población del INE Población de hecho según los censos de población del INE |

## Economía
Basada tradicionalmente en la agricultura y en la ganadería, comenzó a tener auge durante el siglo XX la industria de la carpintería y la explotación minera. Cuenta con minas de caolín.

## Administración y política
| Periodo   | Nombre                                                                  | Partido       |
| --------- | ----------------------------------------------------------------------- | ------------- |
| 1979-1983 | Francisco Gil García                                                    | Independiente |
| 1983-1987 | Francisco Gil García (1983-1985) Vicente Cortés (1985-1987)             | Independiente |
| 1987-1991 | Benjamín Cortes Gil                                                     | PSPV-PSOE     |
| 1991-1995 | Benjamín Cortes Gil                                                     | PSPV-PSOE     |
| 1995-1999 | Rosendo Moreno Balaguer (1995-1996) Juan José Solaz Cortés (1996-1999)  | PP            |
| 1999-2003 | Juan José Solaz Cortés                                                  | PP            |
| 2003-2007 | Juan José Solaz Cortés                                                  | PP            |
| 2007-2011 | Juan José Solaz Cortés                                                  | PP            |
| 2011-2015 | Juan José Solaz Cortés (2011-2013) Melanio Esteban Martínez (2013-2015) | PP            |
| 2015-2019 | Melanio Esteban Martínez                                                | PP            |
| 2019-2023 | Melanio Esteban Martínez                                                | PP            |
| 2023-act. | Melanio Esteban Martínez                                                | PP            |

## Patrimonio
- Iglesia parroquial. Está dedicada a Santa Bárbara. Se amplió en 1910 por resultar la primitiva insuficiente.

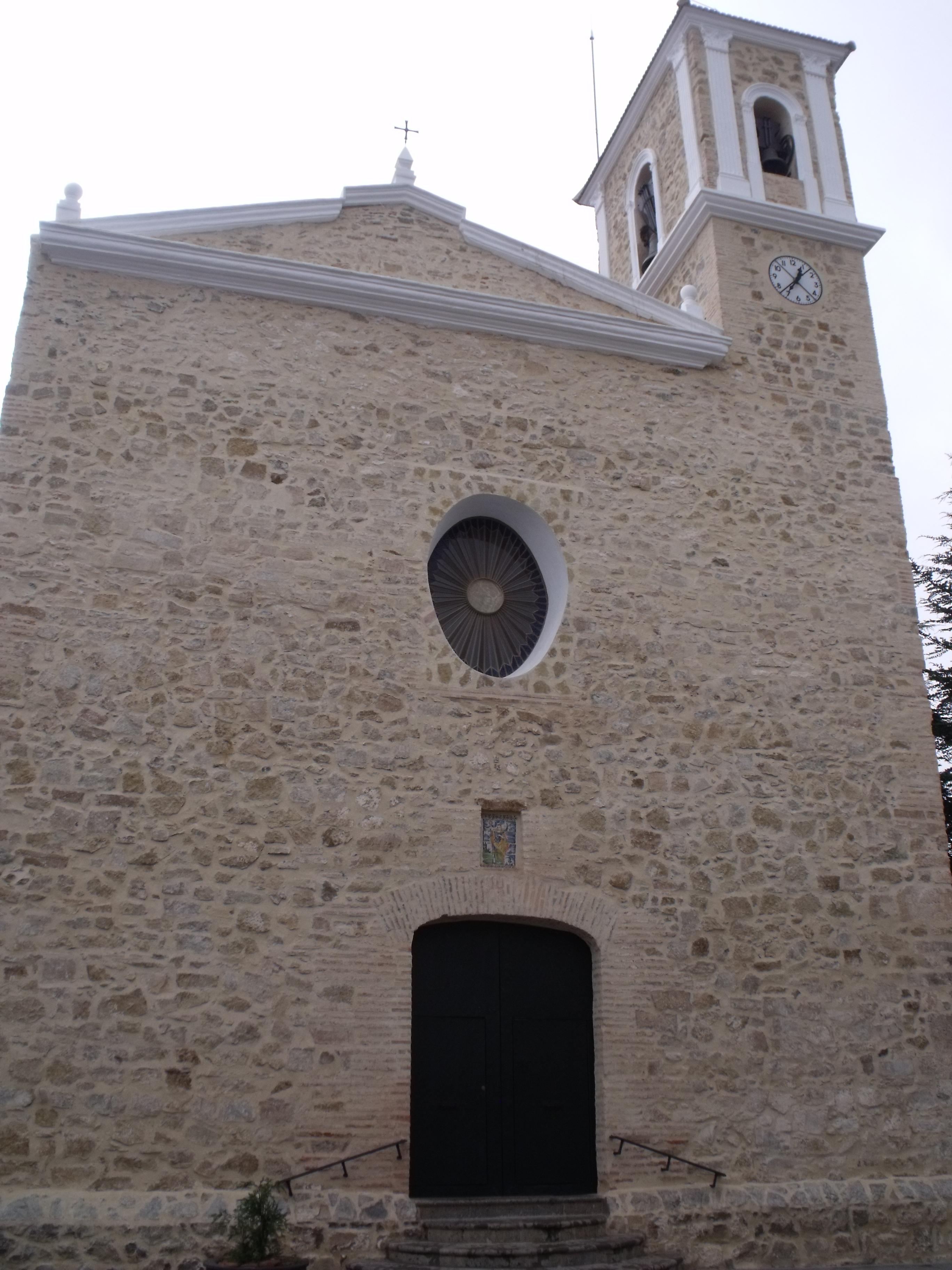
fachada de la iglesia

## Fiestas locales
- Fiestas Patronales. Celebra estas fiestas en honor al Santísimo Cristo de la Piedad y Santa Bárbara del 14 al 16 de septiembre. También es tradición la procesión del "Cristo" ya que esta puede tener más de doscientos años de antigüedad, recorriendo año tras año el mismo recorrido.
- San Antón. Celebración en el mes de enero, donde tradicionalmente la gente del lugar se reúnen en cuadrillas con sus respectivas hogueras.